# Diódoto I
Diódoto I foi sátrapa da Báctria como parte do Império Selêucida e o primeiro rei da Báctria após sua independência. Justino chama este rei, e seu filho, de Teódoto.
A Báctria, após a morte de Alexandre, havia sido submetida apenas nominalmente aos seus sucessores, porém, em cerca de 305 a.C. Seleuco Nicátor submeteu seu governador. Até o reinado de seu neto, Antíoco Teos, a Báctria continuou sendo uma província do império.
Em 245, Andrágoras, sátrapa da Pártia, se revoltou contra Seleuco Calínico, que havia recentemente começado a reinar. Na confusão, os parnos, uma tribo nômade das estepes da Ásia Central, ocuparam a Pártia, e fundaram o Império Parta. Os gregos e macedônios da Báctria viram-se separados do império, e Diódoto, o sátrapa, que havia apoiado os parnos, se tornou rei.
Pouco se sabe sobre Diódoto, além da data de sua ascensão. Em 244, ele pode ter se submetido a Ptolemeu Evérgeta. Ele possivelmente morreu em 237, após se aliar a Seleuco Calínico em sua tentativa de submeter os partas, em troca do reconhecimento da independência da Báctria. Ele foi sucedido por seu filho Diódoto II.
A data da sua morte varia conforme o autor: Valliant propôs 236, mas depois sugeriu 234; Bayer adotou 243; Wilson 240 e Lassen 237.